# Eigerøy fyr
Eigerøy fyr ist ein Leuchtturm an der Südwestküste Norwegens, etwa 8 km westlich der Stadt Egersund in der Kommune Eigersund in der Provinz Rogaland.

## Geographie
Der 32,9 m hohe Turm steht auf felsigem Grund etwa 200 m nördlich des Südendes der etwa 2000 m × 500 m großen Insel Midbrødøya, die der wesentlich größeren Insel Eigerøya unmittelbar westlich vorgelagert ist. Die beiden Inseln sind nur durch einen 20 m breiten Sund, den Nautasund, voneinander getrennt, jedoch durch eine Brücke miteinander verbunden. Eigerøya wiederum ist über die Eigerøy bru mit dem Festland und somit mit Egersund verbunden.

## Geschichte
Der Leuchtturm, ein Küstenfeuer mit Diaphon, wurde 1854 in Betrieb genommen und sichert den Schiffsverkehr entlang der Küste. Der 32,9 m hohe, konische, rot-weiß gestrichener Turm, aus Eisen und Ziegelsteinen gebaut, war der erste in Norwegen, dessen Gerüst aus Gusseisen von Bærums Verk errichtet wurde. Etwa 200 m nordwestlich wurden ein Wohnhaus, ein Maschinenhaus, weitere Nebengebäude und am Wasser ein Bootshaus mit Landungssteg gebaut. Bis 1989 wohnte eine Leuchtturmwärterfamilie im Wärterhaus; dann wurde das Leuchtfeuer automatisiert.
Die Feuerhöhe ist 46,5 m über Hochwasser. Das Blinkfeuer hat seit 1897 eine Fresnel-Linse 1. Ordnung mit einer Lichtstärke von 3,905,000 cd und einer Reichweite von 18,8 Seemeilen.

## Heutige Nutzung
Der Leuchtturm ist weiterhin im Besitz der Kystverket, der staatlichen Küstenverwaltung. Er steht seit 1999 als Kulturerbe unter Schutz. Das ehemalige Wohnhaus mit seinen Nebengebäuden sowie das Bootshaus mit der Anlegestelle gehören heute hingegen der Kommune Eigersund. Der Leuchtturm kann gegen Gebühr besichtigt werden, Ein zwei Kilometer langer, befestigter Wanderweg vom Parkplatz an der Brücke über den Nautasund.